# SN 2006dx
SN 2006dx – supernowa typu II odkryta 19 lipca 2006 roku w galaktyce A211034-2110. W momencie odkrycia miała maksymalną jasność 19,20m.